# Вернер, Тобиас
Тобиас Вернер (родился 19 июля 1985, Гера (Тюрингия), ГДР) — немецкий футболист и футбольный функционер, играл на позиции полузащитника. Спортивный директор немецкого клуба «Карл Цейсс» из Йены.

## Карьера игрока
Тобиас Вернер начал футбольную карьеру в возрасте 6 лет в местном клубе его родного города TSV 1880 Gera-Zwötzen. Затем на юношеском уровне Вернер играл за другой местный клуб BSG Wismut Gera, а с 1998 года — за «Карл Цейсс».
Когда Вернеру исполнилось 18 лет, он стал на взрослом уровне играть за «Карл Цейсс», за который в общей сложности провёл пять сезонов и отыграл 124 матча. Во время летнего трансферного окна 2008 года Вернер перешёл в выступавший на тот момент во Второй Бундеслиге «Аугсбург». 6 августа 2011 года он дебютировал в Бундеслиге в матче «Аугсбурга» и «Фрайбурга» (матч закончился вничью 2:2). Всего Вернер играл в «Аугсбурге» на протяжении 8 лет и провёл за клуб 188 матчей и забил 35 голов.
3 августа 2016 года Вернер подписал контракт со «Штутгартом». 28 августа 2017 года он отправился в аренду в «Нюрнберг», с которым по окончании сезона 2017/18 занял второе место во втором дивизионе и в составе клуба поднялся в Бундеслигу. В сезоне 2018/19 Вернер вернулся в «Штутгарт», но на этот раз во вторую команду.
В 33 года Вернер завершил карьеру футболиста.

## По окончании карьеры игрока
С июня 2019 года Вернер на протяжении года работал стажёром в офисе «Аугсбурга». После этого перешёл на работу спортивным директором в клуб «Карл Цейсс» из Йены, чьи цвета защищал будучи футболистом.

## Достижения
«Карл Цейсс»
- Выход во Вторую Бундеслигу: 2005/2006
- Выход в Региональную лигу «Север»: 2005

«Аугсбург»
- Выход в Бундеслигу: 2010/11

«Штутгарт»
- Победитель Второй Бундеслиги и выход в Бундеслигу: 2016/17

«Нюрнберг»
- Выход в Бундеслигу: 2017/18